# Venus Awards

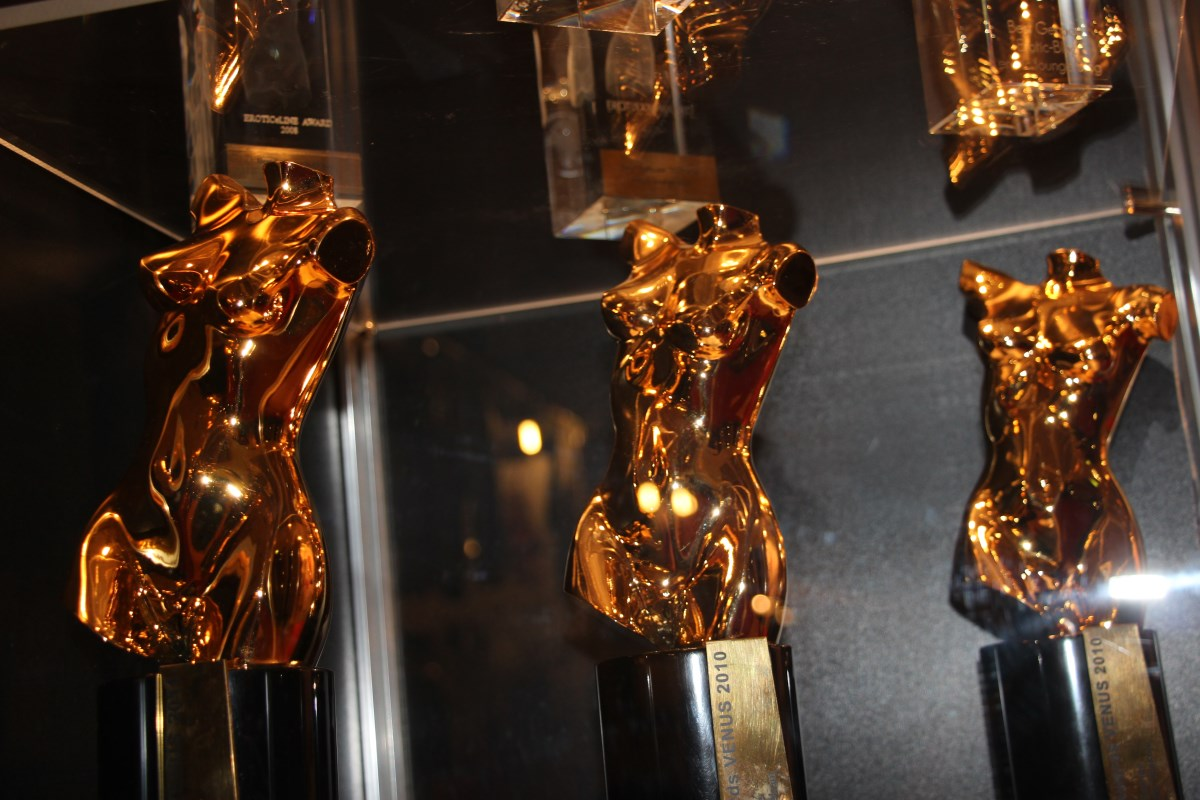

Les Venus Awards sont une récompense cinématographique dédiée à la pornographie décernée tous les ans à Berlin en Allemagne, de 1994 à 2004 et depuis 2010. Ils ont été remplacés de 2005 à 2009 par les Eroticline Awards.

## Actrices

### Meilleure actrice
- 1998 : Tania Russof

#### Allemagne
- 1997 : Kelly Trump
- 2000 : Gina Wild
- 2001 : Kelly Trump
- 2002 : Mandy Mystery, Isabel Golden
- 2003 : Denise la Bouche
- 2004 : Tyra Misoux

#### Hongrie
- 2003 : Michelle Wild
- 2004 : Nikky Blond

#### France
- 2003 : Mélanie Coste

#### Europe
- 1999 : Rita Cardinale
- 2000 : Bettina Campbell
- 2001 : Monique Covet
- 2003 : Julia Taylor
- 2004 : Katsuni
- 2005 : Renee Pornero

#### Europe de l'Est
- 2002 : Monique Covet et Rita Faltoyano

#### International
- 2000 : Bettina Campbell
- 2006 : Poppy Morgan

#### Scandinavie
- 2003 : Tanya Hansen

#### États-Unis
- 2000 : Tina Cheri
- 2001 : Bridgette Kerkove
- 2002 : Jodie Moore
- 2004 : Jesse Jane

### Meilleure starlette

#### Hongrie
- 2003 : Maya Gold

#### France
- 2004 : Priscila Sol

#### Europe
- 2003 : Laura Angel
- 2004 : Christina Bella

#### États-Unis
- 2003 : Sunrise Adams

#### Allemagne
- 1998 : Donna Vargas
- 1999 : Gina Wild
- 2000 : Julia Taylor
- 2001 : Tara Young
- 2002 : Kyra Shade
- 2003 : Sharon la Vale
- 2004 : Janine LaTeen/Vivian Schmitt

## Acteurs

### Meilleur acteur
- 2000 : Manuel Rosari
- 2001 : Heiko Herlofson (dit « Sachsen-Paule »)

### Meilleur acteur gay
- 2000 : Kai Hart
- 2001 : Antoine Mallet
- 2005 : Cameron Jackson

### Meilleur acteur

#### États-Unis
- 2003 : Lexington Steele

#### Allemagne
- 2000 : Titus Steel
- 2001 : Karim
- 2003 : Conny Dachs
- 2004 : Markus Waxenegger

#### Europe
- 2000 : Rocco Siffredi
- 2002 : Toni Ribas
- 2003 : Rocco Siffredi
- 2005 : Nacho Vidal
- 2007 : Toni Ribas

## Réalisateurs

### Meilleur réalisateur

#### Hongrie
- 2003 : Don Sigfredo

#### Scandinavie
- 2003 : Nike Beck

#### France
- 2003 : Alain Payet

#### Italie
- 2003 : Mario Salieri
- 2004 : Mario Salieri

#### Allemagne
- 2001 : Harry S. Morgan
- 2003 : Nils Molitor
- 2004 : Harry S. Morgan

#### Europe
- 2002 : Antonio Adamo
- 2003 : Kovi
- 2004 : Kovi

#### États-Unis
- 2004 : Robby D.

### Meilleur réalisateur de série de films
- 1997 : Harry S. Morgan

### Meilleur réalisateur de films gay - International
- 2003 : Jean-Daniel Cadinot
- 2004 : Marcel Bruckmann
- 2008 : Ousmane B. : Black by back

## Films

### Meilleur film porno soft
- 2000 : Princess Chantal Chevaliér : 'Tips & Tricks of an Erotic Queen
- 2001 : Die Teufelsinsel (The Devil's Island)
- 2002 : Better-Sex-Line
- 2003 : Fesselnde Knotenkunst aus Fernost

### Meilleur Film

#### Benelux
- 2003 : Wasteland (Bizarre Game)

#### Espagne
- 2003 : The Fetish Garden

#### France
- 2003 : Mélanie : La Jouisseuse
- 2004 : Benoît Viviver : Lèche-moi, Oh

#### Scandinavie
- 2003 : Pink Prison

#### États-Unis
- 2002 : Perfect
- 2003 : Space Nuts
- 2004 : Compulsion

#### Hongrie
- 2003 : The Garden of Seduction

#### Italie
- 2003 : La Dolce Vita
- 2004 : Life

#### Allemagne
- 2003 : Die 8. Sünde (The 8th Sin)
- 2004 : Penocchio

#### Europe
- 2002 : The Private Gladiator
- 2003 : Cleopatra
- 2004 : Millionaire

#### International
- 1999 : Sex Shot
- 1998 : Baron Of Darkness avec Mandalina Ray

### Meilleure série de films

#### International
- 2003 : Balls deep

#### Europe
- 2004 : Rocco's Sexy Girls

#### Allemagne
- 2003 : Black Hammer
- 2004 : H D S S S G

### Meilleur film gay - International
- 2001 : Jean-Daniel Cadinot : C'est la vie
- 2003 : French erection
- 2004 : Sex around the clock

## Autres récompenses

### Meilleure photographie
- 2000 : Guido Thomasi
- 2001 : Uwe Kempon

### Meilleur cadrage
- 2004 : Nils Molitor

### Meilleur jeu érotique sur PC
- 2003 : Airline 69 - Return to Casablanca

### Meilleur spectacle érotique sur scène
- 2003 : Tammy's erotic show

### Meilleur remake ou adaptation

#### Allemagne
- 2003 : Fesselnde Knotenkunst aus Fernost
- 2004 : Der Club des anspruchsvollen Herrn

### Meilleur nouveau label

#### Allemagne
- 2003 : Testosteron Film
- 2004 : Bad Ass

### Meilleur magazine érotique

#### Allemagne
- 1998 : Peep!
- 2003 : Coupe

### Meilleure campagne de communication

#### Allemagne
- 2002 : Mandy Mystery-Line
- 2003 : DVD Cash Abo

### Meilleur site internet B2C
- 2003 : Fundaro.de
- 2004 : Fundorado.de

### Meilleure visibilité sur internet
- 2003 : Pelladytower.com

### Meilleure innovation sur internet
- 2003 : « movieon.beate-uhse.com Movieon.com »(Archive.org • Wikiwix • Archive.is • Google • Que faire ?)

### Meilleure présentation dans les médias
- 1999 : Chantal Chevalier

### Récompense spéciale pour une série de 100 films
- 2003 : Happy Video - Private

### Meilleure idée érotique
- 2003 : Poppp-Stars

### Idée «spécial internet»
- 2003: Oh-Sandy.de

### Récompense spéciale jouets sexuels
- 2003 : Nature skin toys

### Récompense spéciale du jury
- 2003 : Marc Anthony, 6-Star par Diana, série Pimmel Bingo, www.private.com
- 2003 : Dolly Buster

### Récompense honorifique spéciale
- 2003 : Gerd Wasmund alias Mike Hunter
- 2003 : Harry S. Morgan

### Meilleur produit sur DVD

#### Allemagne
- 2003 : Triebige Swinger
- 2004 : Millionaire

#### Europe
- 2003 : La Dolce Vita

### Meilleure nouvelle société de production/distribution
- 2001 : Inflagranti-Film
- 2004 : EVS

### Société de distribution de l'année
- 2003: Orion Wholesales
- 2004: VPS Film-Entertainment

### Société de production/distribution de l'année
- 2003 : MMV (Multi Media Verlag)
- 2004 : MMV

### Innovation de l'année
- 2003 : Dolly Buster pour Vodafone-live.